# Washington Open 2002
Il Washington Open 2002, noto come Legg Mason Tennis Classic per motivi di sponsorizzazione, è stato un torneo di tennis giocato sul cemento. È stata la 34ª edizione del Washington Open e faceva parte della categoria International Series Gold nell'ambito dell'ATP Tour 2002. Si è giocato a Washington negli Stati Uniti, dal 12 al 18 agosto 2002.

## Campioni

### Singolare
James Blake ha battuto in finale  Paradorn Srichaphan con il punteggio di 1–6, 7–6(5), 6–4.

### Doppio
Wayne Black /  Kevin Ullyett hanno battuto in finale  Bob Bryan /  Mike Bryan con il punteggio di 3–6, 6–3, 7–5.